# Antoine Ntalou
Antoine Ntalou, né le 28 avril 1940 à Bandounga, est un prélat catholique camerounais, évêque de Yagoua puis archevêque de Garoua de 1992 à 2016.

## Biographie
Il est ordonné prêtre le 8 février 1970. Jean-Paul II le nomme évêque de Yagoua le 19 novembre 1982, puis archevêque de Garoua le 23 janvier 1992 – une charge qu'il conserve jusqu'à sa retraite le 22 octobre 2016. Son successeur est Faustin Ambassa Ndjodo.
En collaboration avec Joseph-Marie Ndi-Okalla, il dirige la publication de l'ouvrage D'un synode africain à l'autre : réception synodale et perspectives d'avenir. Église et société en Afrique (2007).